# آنتونیو کاسسه
آنتونیو کاسسه (به ایتالیایی: Antonio Cassese) (ژانویه ۱۹۳۷–۲۲ اکتبر ۲۰۱۱) یک حقوقدانان بین‌المللی برجسته ایتالیایی بود.

## فعالیت‌های شغلی
کاسسه در سال‌های ۱۹۷۵ تا ۲۰۰۸ استادی دانشگاه فلورانس را در رشته حقوق بین‌الملل بر عهده داشت. وی بین سال‌های ۱۹۹۳ تا ۱۹۹۷ به عنوان اولین رئیس دادگاه بین‌المللی کیفری یوگسلاوی سابق فعالیت می‌کرد و تا پایان عمر نیز در شعبه تجدید نظر آن دادگاه به قضاوت مشغول بود. کاسسه در سال ۲۰۰۴ هدایت کمیسیون بین‌المللی سازمان ملل برای تحقیق در مورد نسل‌کشی در دارفور را بر عهده داشت. وی همچنین اولین رئیس دادگاه ویژه لبنان برای ترور رفیق حریری بود و تا اواخر عمر همچنان این سمت را در دست داشت.

## تألیفات
کاسسه کتاب‌ها و مقالات زیادی در زمینه حقوق بین‌الملل به رشته تحریر درآورده است. کتاب‌هایی از او که به فارسی ترجمه شده‌اند عبارت‌اند از:
- حقوق بین‌الملل
- حقوق بین‌الملل در جهانی نامتحد
- حقوق کیفری بین‌المللی
- حکومت‌های غیرانسانی: نقض حقوق بشر در اروپای امروز
- نقش زور در روابط بین‌الملل[۲]